# Arquitectura de Pakistán

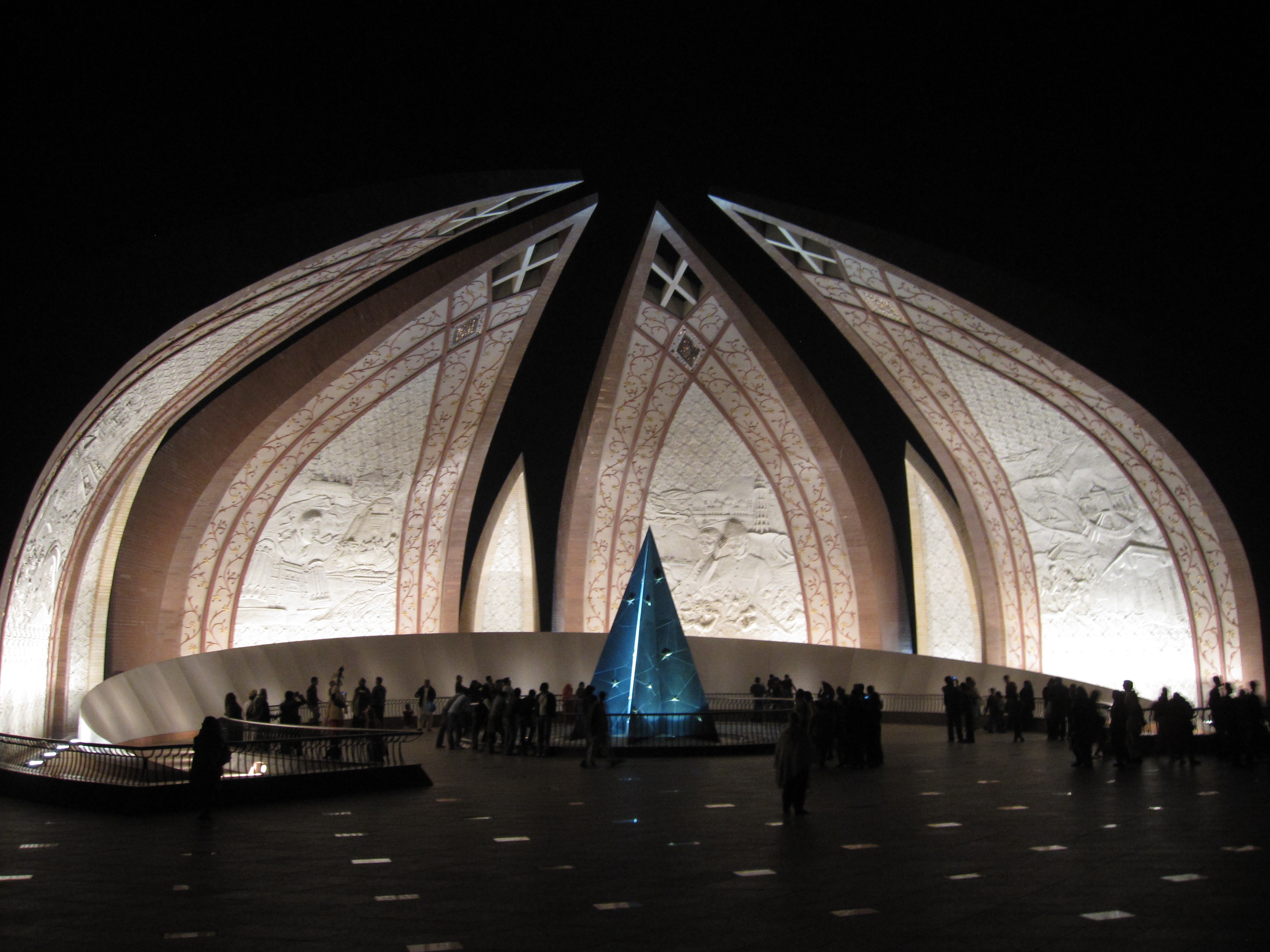
Monumento de Pakistán, situado en Islamabad

La arquitectura de Pakistán hace referencia a las construcciones realizadas a lo largo de la historia en lo que actualmente es territorio pakistaní. Con el surgimiento de la Cultura del Valle del Indo a mediados del III Milenio a. C.  se desarrolló por primera vez en la zona del actual estado pakistaní una civilización con grandes estructuras urbanas. Posteriormente, dentro de la arquitectura budista, apareció el estilo Gandhara, que tomaba elementos de la Antigua Grecia. En la ciudad de Taxila pueden encontrarse restos de este estilo arquitectónico.

## Cultura del Valle del Indo

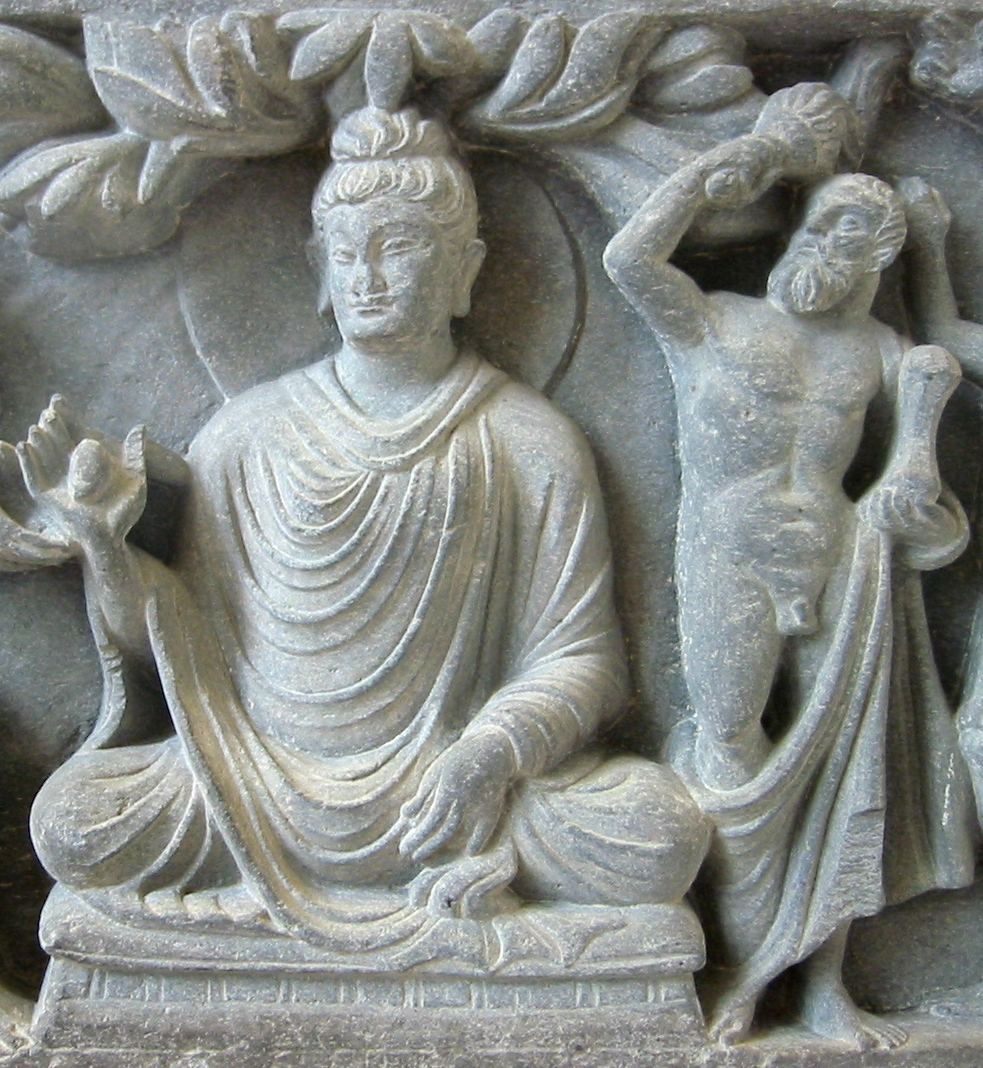
Un ejemplo de la mezcla entre los estilos griego y budista: Representación de Buda con Heracles

Se han realizado excavaciones en numerosas ciudades antiguas, entre ellas Mohenjo-Daro, Harappa y Kot Diji, que tienen una estructura uniforme con grandes calles e instalaciones de saneamiento y drenaje. La mayoría de construcciones descubiertas pertenecen a edificios públicos como baños y talleres. Se utilizaron para la construcción madera y loam. Los templos de gran tamaño, como los encontrados en otras ciudades antiguas, se han perdido. Con la caída de esta civilización las estructuras sufrieron daños considerables.
Desafortunadamente, poco se sabe de esta cultura, en parte porque desapareció en torno a 1700 a. C. por razones desconocidas y porque su lenguaje no ha podido ser descifrado. Las pruebas que han llegado hasta nuestros días sugieren que se trataba de una civilización avanzada. Se calcula que ciudades como Harappa o Mohenjo-Daro (que significa Ciudad de los Muertos) tenían una población de aproximadamente 35000 habitantes. Las ciudades se organizaban de forma cuadricular, con viviendas sin ventanas construidas con ladrillo horneado dispuestas alrededor de un patio central. Estas ciudades también contaban con ciudadelas, donde se encontraban los edificios públicos y religiosos, piscinas de gran tamaño dedicadas a baños rituales, graneros donde se almacenaban los alimentos y un complejo sistema cubierto de alcantarillado y desagües, similares a los realizados por los ingenieros romanos unos 2000 años más tarde.

## Arquitectura Budista e Hindú
Con el auge del budismo se volvieron a desarrollar monumentos arquitectónicos destacables, que han llegado hasta nuestros días. Además, la influencia persa y griega llevaron al desarrollo del estilo grecobudista a partir del siglo I d. C. El esplendor de este estilo se alcanzó cuando se culminó el estilo Gandhara. Entre los restos más importantes de la arquitectura budista encontramos estupas y otros edificios con estatuas griegas fácilmente reconocibles, además de elementos estilísticos como columnas de soporte que, junto con restos de otras épocas, se encuentran en Taxila, en el extremo norte de Punyab. Un ejemplo particularmente hermoso de la arquitectura budista son las ruinas del monasterio budista Takht-i-Bahi en la provincia del noroeste.

## Arquitectura Mogola

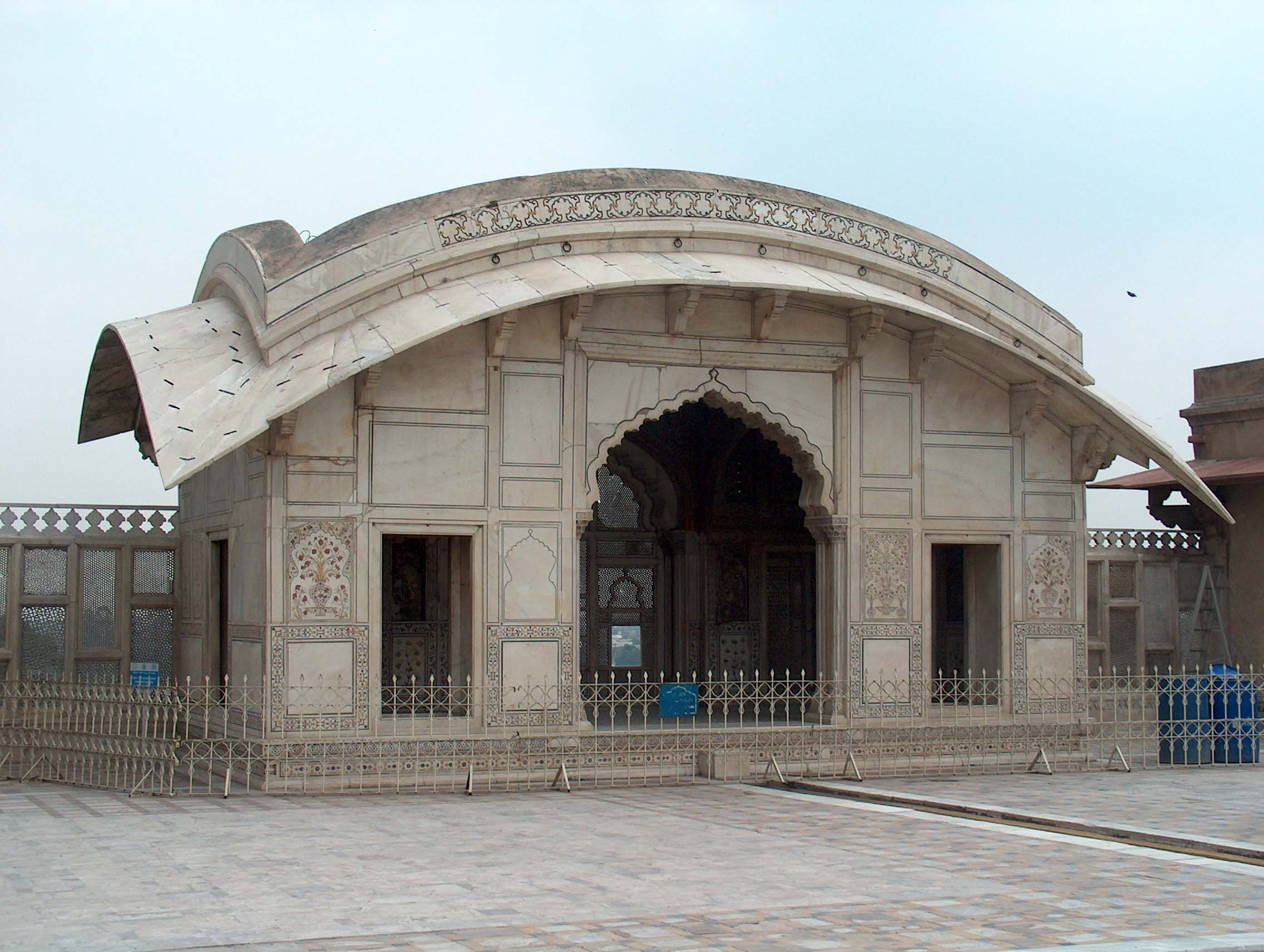
Arquitectura mogola: Pabellón de Naulakha (1633), situado en la fortaleza de Lahore

La llegada del islam al actual Pakistán durante el siglo VIII a. C. causó el abrupto final de la arquitectura budista. Sin embargo, tuvo lugar una pequeña transición hacia el estilo arquitectónico islámico, principalmente iconoclasta. La forma en la que se construyeron las primeras mezquitas, con decoración, es muy similar a la del estilo árabe. El primer ejemplo de una mezquita de la era temprana del islam en el sur de Asia es la mezquita Mihrablose de Banbhore, del año 727, el primer lugar dedicado al culto musulmán el subcontinente indio. Bajo el gobierno del sultán de Delhi tuvo más influencia el estilo persa-centroasiático que el árabe. El Iwan, con paredes en tres lados dejando un espacio abierto en el cuarto, es característico de este estilo. El más importante de los pocos edificios descubiertos de estilo persa es la tumba del Shah Rukn-i-Alam (construida entre 1320 y 1324) en Multan. A inicios del siglo XVI, el estilo indo-islámico estaba en su mayor auge. Durante la era mogola se mezclaron los elementos estilísticos del estilo islámico-persa para dar lugar a algunas de las formas más alegres del arte de Hindustan. Lahore, residencia ocasionas de los gobernantes mogoles, exhibe multitud de edificios imperiales de importancia, entre ellos la mezquita de Badshahi (construida en 1673-1674), el fuerte de Lahore (siglos XVI y XVII) con la famosa Puerta Alamgiri, la mezquita de Wazir Khan (1634-1635) y más mezquitas y mausoleos. La mezquita de Shah Jahan de Thatta en Sindh también pertenece al período mogol. Sin embargo, exhibe características estilísticas parcialmente diferentes. Singularmente, las innumerables tumbas de los Chaukhandi son de influencia oriental. A pesar de haber sido construidas entre los siglos XVI y XVIII, no poseen similitudes con la arquitectura mogola. La actividad arquitectónica de los mogoles decayó en el siglo XVIII y posteriormente no se volvieron a construir proyectos arquitectónicos destacables.

## Arquitectura Colonial Británica

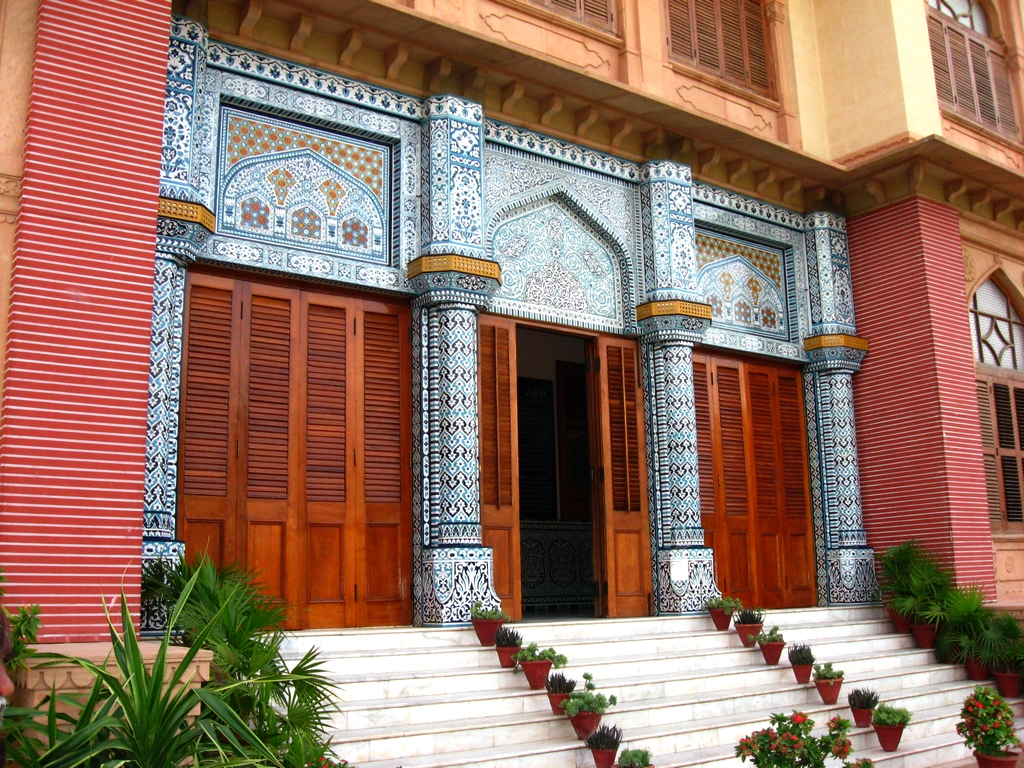
El Palacio de Mohatta, en Karachi, es un buen ejemplo de la mezcla entre la arquitectura islámica y la británica

Durante la época colonial británica se construyeron edificios de un estilo principalmente indo-europeo, surgido de una mezcla entre elementos europeos e indo-islámicos. Entre las obras más destacadas se encuentran el Palacio de Mohatta y el Frere Hall, ambos situados en Karachi.

## Arquitectura post-colonial
Después de la independencia, Pakistán quiso reafirmar su reciente identidad nacional mediante la arquitectura. Esto es apreciable en los edificios modernos, como la Mezquita Faisal de Islamabad. Además, edificios tan importantes como el Minar-e-Pakistan de Lahore o el mausoleo de mármol blanco Mazar-e-Qaid para el fundador del estado expresaron la identidad del estado naciente. Monumento de Pakistán situado en Islamabad es uno de los ejemplos más recientes de la moderna arquitectura pakistaní. 

## Patrimonio de la Humanidad
Actualmente hay seis lugares considerados como Patrimonio de la Humanidad según la UNESCO:
- Ruinas arqueológicas de Mohenjo-Daro
- Ruinas budistas de Takht-i-Baji y los restos de su ciudad vecina, Sahr-i-Balol
- Fuerte de Lahore y Jardines de Shalimar
- Monumentos históricos de Thatta
- Fuerte de Rohtas
- Taxila